# Вашингтон (округ, Иллинойс)
Ва́шингтон (англ. Washington) — округ в штате Иллинойс, США. По данным переписи 2010 года численность населения округа составила 14 716 чел., по сравнению с переписью 2000 года оно уменьшилось на 2,9 %. Окружной центр округа Бюро — город Нашвилл.

## История
Округ Вашингтон сформирован в 1818 году из части округа Сент-Клэр. Своё название получил в честь первого президента США Джорджа Вашингтона.

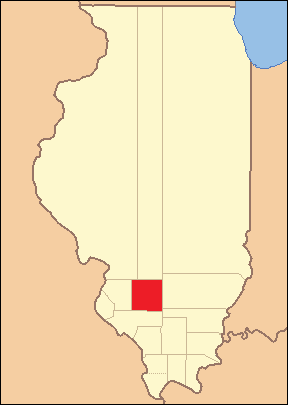
Территория округа до 1824 года
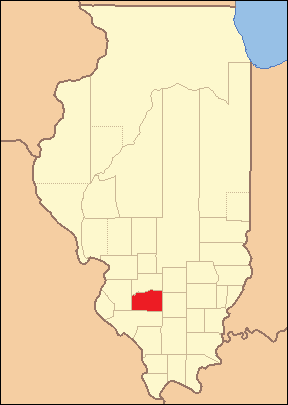
Территория округа с 1824 года и по сей день

## География
Общая площадь округа — 1460,5 км² (563,91 миль²), из которых 1457,0 км² (562,57 миль²) или 99,76 % суши и 3,4 км² (1,33 миль²) или 0,24 % водной поверхности.

### Климат
Округ находится в переходной зоне между влажным климатом континентального типа и влажным субтропическим климатом. Температура варьируется в среднем от минимальных -6 °C в январе до максимальных 31 °C в июле. Рекордно низкая температура была зафиксирована в декабре 1989 года и составила -29 °C, а рекордно высокая температура была зарегистрирована в июле 1980 года и составила 41 °C. Среднемесячное количество осадков — от 55 мм в январе до 104 мм в мае.

### Соседние округа
Округ Вашингтон граничит с округами:
- Клинтон — на севере
- Марион — на северо-востоке
- Джефферсон — на востоке
- Перри — на юге
- Рандолф — на юге-западе
- Сент-Клер — на западе

### Основные автомагистрали
| Автомагистраль                 | Длина     | Начальный пункт         | Конечный пункт          | Год образования |
| ------------------------------ | --------- | ----------------------- | ----------------------- | --------------- |
| Межштатная автомагистраль I-64 | 1534,9 км | Уэнцвилл (штат Миссури) | Чесапик (штат Виргиния) | 1961            |
| Шоссе US-51                    | 2070 км   | Лаплас (штат Луизиана)  | Херли (штат Висконсин)  | 1926            |
| Трасса Illinois-4              | 274,3 км  | Мерфисборо              | Спрингфилд              | 1918            |
| Трасса Illinois-15             | 240,82 км | Ист-Сент-Луис           | Маунт-Кэррол            | 1918            |
| Трасса Illinois-127            | 269,61 км | Юнити                   | Рэймонд                 | 1924            |
| Трасса Illinois-153            | 29,53 км  | Эден                    | Сент-Либори             | 1926            |
| Трасса Illinois-160            | 74,13 км  | Аддивилл                | Альгамбра               | 1959            |
| Трасса Illinois-177            | 76,59 км  | Белвилл                 | Ирвингтон               | 1924            |

## Населённые пункты
| Населённый пункт | Статус  | Год основания | Площадь  | Население (2010) |
| ---------------- | ------- | ------------- | -------- | ---------------- |
| Аддивилл         | деревня |               | 3 км²    | 252 чел.         |
| Венеди           | деревня |               | 0,78 км² | 138 чел.         |
| Вомак            | город   |               | 3,9 км²  | 1185 чел.        |
| Дю-Буа           | деревня |               | 2,8 км²  | 205 чел.         |
| Ирвингтон        | деревня |               | 2,1 км²  | 659 чел.         |
| Нашвилл          | город   |               | 7,3 км²  | 3258 чел.        |
| Нью-Минден       | деревня | 1840          | 0,78 км² | 215 чел.         |
| Окдейл           | деревня |               | 4,4 км²  | 221 чел.         |
| Оковилл          | деревня |               | 5,2 км²  | 1434 чел.        |
| Радом            | деревня |               | 2,7 км²  | 220 чел.         |
| Ричвью           | деревня |               | 2,8 км²  | 255 чел.         |
| Хойлтон          | деревня |               | 2,1 км²  | 531 чел.         |
| Централия        | город   | 1853          | 20 км²   | 13 032 чел.      |
| Эшли             | деревня |               | 2,8 км²  | 536 чел.         |

## Демография
По данным переписи населения 2000 года, численность населения в округе составила 15 148 человек и 5848 семей. Средняя плотность населения была 10 чел./км².
Распределение населения по расовому признаку:
- белые — 98,58 %
  - немецкого происхождения — 50,8 %
  - польского происхождения — 13,6 %
  - ирландского происхождения — 5,6 %
- афроамериканцы — 0,33 %
- коренные американцы — 0,00 %
- азиаты — 0,18 %
- латиноамериканцы — 0,71 % и др.

Из 5848 семей 33,5 % имели детей в возрасте до 18 лет, проживающих вместе с родителями, 61,7 % семей — супружеские пары, живущие вместе, 7,1 % — матери-одиночки, а 27,5 % не имели семьи. 24,3 % всех домовладений состояли из отдельных лиц и в 13,3 % из них проживали одинокие люди в возрасте 65 лет и старше. Средний размер домохозяйства 2,55 человека, а средний размер семьи — 3,02.
Распределение населения по возрасту:
- до 18 лет — 25,3 %
- от 18 до 24 лет — 7,6 %
- от 25 до 44 лет — 27,3 %
- от 45 до 64 лет — 23,0 %
- от 65 лет — 16,7 %

Средний возраст составил 39 лет. На каждые 100 женщин приходилось 97,6 мужчин. На каждые 100 женщин возрастом 18 лет и старше приходилось 95,5 мужчин.
Средний доход на домовладение — $ 40 932, а средний доход на семью — $ 48 433. Мужчины имеют средний доход от $ 32 209 против $ 22 151 у женщин. Доход на душу населения в округе — $ 19 108. Около 3,7 % семей и 6 % населения находились ниже черты бедности, в том числе 6 % из них моложе 18 лет и 8,7 % в возрасте 65 лет и старше.